# Проклятие моей матери
«Проклятие моей матери» (англ. The Guilt Trip; другое название «Чувство вины») — комедия 2012 года. Мировая премьера фильма состоялась 19 декабря 2012 года.

## Сюжет
Энди Брюстер (Роген) изобрел новое чистящее средство и просит мать (Стрейзанд) отправиться с ним в рекламную кампанию по стране. Но на самом деле его цель иная — соединить сердца матери и мужчины, в которого она была влюблена в молодости. Мама согласилась по похожей причине — она винит себя в неудачах сына на любовном фронте и берется во время путешествия исправить дело.

## В ролях
| Актёр            | Роль                   |
| ---------------- | ---------------------- |
| Барбра Стрейзанд | Джойс Брюстер          |
| Сет Роген        | Энди Брюстер           |
| Ивонн Страховски | Джессика               |
| Адам Скотт       | Эндрю Марголис-младший |
| Кейси Уилсон     | Аманда                 |
| Колин Хэнкс      | Роб                    |
| Мириам Маргулис  | Анита                  |
| Джефф Кобер      | Джимми                 |